# Ceriagrion calamineum
Ceriagrion calamineum là một loài chuồn chuồn kim trong họ Coenagrionidae.
Ceriagrion calamineum được Lieftinck miêu tả khoa học năm 1951.